# Ivo Brešan
Pour les articles homonymes, voir Brešan.
Ivo Brešan, né à Vodice en Croatie le 27 mai 1936 et mort le 3 janvier 2017 à Zagreb (Croatie), est un dramaturge, romancier, nouvelliste, essayiste et scénariste croate.

## Biographie
Ivo Brešan écrit La Représentation de “Hamlet” au village de Mrduša-d'en-bas en 1965. Cette œuvre, qui utilise le dialecte de la région de Šibenik, le rend alors célèbre. De 1983 à 2002 il a également été directeur artistique du Théâtre d'art et du Festival international des enfants de Šibenik.

## Œuvres
- La Représentation de “Hamlet” au village de Mrduša-d'en-bas (1965), traduit du croate par Johnny Kundid, avec la collaboration de Paul‑Louis Thomas, et adapté par Sonia Ristić, Paris, L'Espace d'un instant, 2009,  (ISBN 978-2-915037-50-0)

## Filmographie
Scénariste